# Morti nel 1967/Agosto
| Questa pagina contiene informazioni ricavate automaticamente dalle voci biografiche con l'ausilio del template Bio e di un bot. L'aggiornamento è periodico e automatico e ricostruisce completamente la pagina. Se manca una persona in questa lista, sei pregato di non aggiungerla, ma accertati piuttosto che la sua voce biografica contenga il template Bio e che i dati anagrafici siano correttamente compilati. Se il template Bio manca, inseriscilo tu stesso o, in alternativa, metti l'avviso {{tmp\|Bio}} che ne segnala la mancanza. Se i dati riportati sono sbagliati, correggi direttamente la voce biografica; le modifiche saranno visibili in questa lista entro pochi giorni. Per chiarimenti vedi il progetto biografie. La lista contiene solo le 78 persone che sono citate nell'enciclopedia e per le quali è stato implementato correttamente il template Bio. Pagina aggiornata al 3 mar 2024. |

- 1º agosto - Konrad von Alberti, generale tedesco (n. 1894)
- 1º agosto - Adrien Arcand, giornalista e politico canadese (n. 1899)
- 1º agosto - Richard Kuhn, biochimico tedesco (n. 1900)
- 2 agosto - Vincenzo Azzolini, economista italiano (n. 1881)
- 2 agosto - Carlo Parmeggiani, pittore e illustratore italiano (n. 1881)
- 2 agosto - Pietro Povero, calciatore italiano (n. 1899)
- 3 agosto - Paul Löbe, politico e giornalista tedesco (n. 1875)
- 3 agosto - Luisella Visconti, doppiatrice, attrice e modella italiana (n. 1928)
- 4 agosto - Alberto Bayo, generale, scrittore e poeta cubano (n. 1892)
- 4 agosto - Frank DeSimone, mafioso statunitense (n. 1909)
- 4 agosto - Benoît Falchetto, pilota automobilistico francese (n. 1885)
- 5 agosto - György Bródy, pallanuotista ungherese (n. 1908)
- 6 agosto - Aniceto Chiappini, religioso e storico italiano (n. 1886)
- 6 agosto - Clifford McEwen, aviatore canadese (n. 1896)
- 6 agosto - Giovanni Stracuzzi, calciatore, allenatore di calcio e dirigente sportivo italiano (n. 1901)
- 7 agosto - Giovanni Persico, politico italiano (n. 1878)
- 8 agosto - Jaromír Weinberger, compositore cecoslovacco (n. 1896)
- 9 agosto - Gerónimo del Campo, calciatore spagnolo (n. 1902)
- 9 agosto - Joe Orton, drammaturgo inglese (n. 1933)
- 9 agosto - Cesare Rossi, sindacalista, giornalista e politico italiano (n. 1887)
- 9 agosto - Anton Walbrook, attore austriaco (n. 1896)
- 10 agosto - Vittorio Valletta, dirigente d'azienda italiano (n. 1883)
- 11 agosto - Marguerite Bertsch, sceneggiatrice e regista statunitense (n. 1889)
- 12 agosto - Salvatore Ballo Guercio, vescovo cattolico italiano (n. 1880)
- 12 agosto - Esther Forbes, storica e scrittrice statunitense (n. 1891)
- 12 agosto - Antonio Pesenti, politico e imprenditore italiano (n. 1880)
- 13 agosto - Jane Darwell, attrice statunitense (n. 1879)
- 14 agosto - Bob Anderson, pilota motociclistico e pilota automobilistico britannico (n. 1931)
- 15 agosto - Sidney Cottle, aviatore sudafricano (n. 1892)
- 15 agosto - Henry Furst, giornalista, scrittore e traduttore statunitense (n. 1893)
- 15 agosto - George Lloyd, attore statunitense (n. 1892)
- 15 agosto - René Magritte, pittore belga (n. 1898)
- 15 agosto - Manuel Prado Ugarteche, politico e banchiere peruviano (n. 1889)
- 17 agosto - Giuseppe Pagano, magistrato italiano (n. 1877)
- 18 agosto - Alice Dreossi, pittrice italiana (n. 1882)
- 18 agosto - Gustave Fabry, ginnasta francese (n. 1880)
- 18 agosto - Stefan Rosenbauer, schermidore tedesco (n. 1896)
- 19 agosto - Isaac Deutscher, giornalista, scrittore e storico polacco (n. 1907)
- 19 agosto - Hugo Gernsback, inventore, editore e scrittore lussemburghese (n. 1884)
- 20 agosto - Walter Krueger, generale statunitense (n. 1881)
- 21 agosto - Enrico Marchesano, dirigente d'azienda italiano (n. 1894)
- 22 agosto - José Brachi, calciatore uruguaiano (n. 1892)
- 22 agosto - Pëtr Aleksandrovič Krivonogov, pittore russo (n. 1910)
- 22 agosto - Gregory Goodwin Pincus, biologo statunitense (n. 1903)
- 22 agosto - William Scott, attore statunitense (n. 1893)
- 22 agosto - Sanzo Wada, costumista e pittore giapponese (n. 1883)
- 23 agosto - Georges Berger, pilota automobilistico belga (n. 1918)
- 23 agosto - Nathaniel Cartmell, velocista, cestista e allenatore di pallacanestro statunitense (n. 1883)
- 24 agosto - Hermann Grapow, egittologo tedesco (n. 1885)
- 24 agosto - Henry John Kaiser, ingegnere, imprenditore e filantropo statunitense (n. 1882)
- 24 agosto - Giuseppe Lecchi, liutaio italiano (n. 1895)
- 24 agosto - Constance Titus, canottiere statunitense (n. 1873)
- 25 agosto - Stanley Bruce, politico australiano (n. 1883)
- 25 agosto - Jean Manse, sceneggiatore e paroliere francese (n. 1899)
- 25 agosto - Paul Muni, attore statunitense (n. 1895)
- 25 agosto - George Lincoln Rockwell, politico statunitense (n. 1918)
- 26 agosto - Franz Fichta, calciatore austriaco (n. 1892)
- 26 agosto - Helen Gwynne-Vaughan, botanica e micologa inglese (n. 1879)
- 27 agosto - Henri-Georges Adam, scultore e pittore francese (n. 1904)
- 27 agosto - William Hawley Bowlus, ingegnere, progettista e imprenditore statunitense (n. 1896)
- 27 agosto - Brian Epstein, imprenditore inglese (n. 1934)
- 27 agosto - Väinö Kokkinen, lottatore finlandese (n. 1899)
- 28 agosto - Maurice Elvey, regista, sceneggiatore e produttore cinematografico inglese (n. 1887)
- 28 agosto - Jim Hilgemann, cestista statunitense (n. 1916)
- 28 agosto - Bruce Smith, giocatore di football americano statunitense (n. 1920)
- 29 agosto - Malcolm Brown, scenografo statunitense (n. 1903)
- 29 agosto - Kurt Heissmeyer, medico e criminale di guerra tedesco (n. 1905)
- 29 agosto - George Webber, direttore della fotografia canadese (n. 1876)
- 30 agosto - Richard Eugene Cheney, compositore di scacchi statunitense (n. 1908)
- 30 agosto - Jean Deyrolle, pittore francese (n. 1911)
- 30 agosto - Willi Kund, calciatore tedesco (n. 1908)
- 30 agosto - Marcel Lobelle, ingegnere belga (n. 1893)
- 30 agosto - Samuel Mosberg, pugile statunitense (n. 1896)
- 30 agosto - Ad Reinhardt, pittore statunitense (n. 1913)
- 31 agosto - Haydée Tamara Bunke Bider, rivoluzionaria e guerrigliera argentina (n. 1937)
- 31 agosto - Il'ja Grigor'evič Ėrenburg, giornalista e scrittore sovietico (n. 1891)
- 31 agosto - Trude Hesterberg, attrice tedesca (n. 1892)
- 31 agosto - Michail Prokof'evič Kovalëv, generale sovietico (n. 1897)